# Metodo sottrattivo
Il metodo sottrattivo è un procedimento metodologico della moderna psicologia scientifica sperimentale, che costituisce il cardine pragmatico di ogni esperimento che studia le covariazioni di un generico parametro psichico in funzione del tempo. Il metodo è stato introdotto da Franciscus Donders (1818-1889), famoso biologo, fisiologo e medico olandese, che svolse la sua opera scientifica nella seconda metà del XIX secolo all'università di Utrecht.
Il termine metodo sottrattivo venne introdotto successivamente alla pubblicazione da parte di Donders dell'opera Cronometria mentale nel 1860 e alla conduzione di una serie di esperimenti tra il 1862 e il 1865. I primi studi a questo proposito iniziarono nel 1850.
Il metodo stabilisce il principio secondo il quale un processo psichico complesso viene portato a compimento (dallo stimolo alla risposta) in un tempo più lungo di un processo semplice. È inoltre introdotto il concetto di "tempo di reazione". Più precisamente, secondo Donders, esistono tre tipi di tempo di reazione:
1. Tempo di reazione semplice ({\displaystyle a}) : lo psicologo sottopone il soggetto ad uno stimolo, cui deve seguire una risposta;
2. Tempo di reazione composto ({\displaystyle b}) : lo psicologo sceglie tra due o più stimoli e a ciascuno di essi il soggetto deve dare una specifica risposta prestabilita;
3. Tempo di reazione composto ({\displaystyle c}) : lo psicologo sceglie tra due o più stimoli, ai quali deve seguire una sola risposta, riferita ad uno solo degli stimoli.

È dimostrato da vari esperimenti che esiste la disuguaglianza {\displaystyle a<c<b}. I tempi {\displaystyle a} sono i più brevi, {\displaystyle b} i più lunghi. Le differenze {\displaystyle c-a} e {\displaystyle b-c} indicano la durata del processo mentale che occorre per discriminare, rispettivamente, tra stimoli e tra risposte.
Il metodo sottrattivo ebbe notevole successo in ambito accademico e scientifico, tanto da essere utilizzato come strumento metodologico fondamentale nel primo laboratorio di psicologia fisiologica sperimentale, fondato nella città di Lipsia nel 1879 ad opera di Wilhelm Wundt.
Nonostante il suo valore scientifico, il metodo venne per lunghi decenni abbandonato per via delle pesanti critiche mosse da vari studiosi in relazione ad una errata interpretazione operata da Wundt, per poi ritornare in auge a partire dagli anni sessanta del XX secolo nell'ambito della psicologia cognitiva.